# DDT Pro-Wrestling
DDT Pro-Wrestling (яп. DDTプロレスリング) — японский рестлинг-промоушен, базирующийся в Синдзюку, Токио. Его название расшифровывается как Dramatic Dream Team, что было официальным названием промоушена с 1997 по 2004 год. Основанный в марте 1997 года Синтаро Муто, промоушен в итоге был куплен и управлялся Сёити Итимия до декабря 2005 года, когда Сансиро Такаги стал новым президентом. В 2017 году DDT был продан компании CyberAgent. Такаги сохранил свой пост, а Такахиро Ямаучи стал новым директором DDT.
DDT стал одним из ведущих промоушенов в японском независимом рестлинге, создав уникальный спортивный развлекательный стиль, часто пародирующий WWE, с японским колоритом пурорэсу в матчах. DDT заключила соглашения с различными промоушенами ММА и рестлинга по всему миру. Крупнейшим событием DDT является шоу Peter Pan, который проводится ежегодно с 2009 года.
Матчи, проводимые в рамках этого промоушна, как правило, представляют собой смесь японского лучарэсу (смесь луча либре и традиционного пурорэсу), постановочного шут-рестлинга, хардкорных драк и комедийных матчей. DDT во многом пародирует американский рестлинг, в частности WWE, используя чересчур вызывающие образы (в частности, Дансёку Дино), а также уникальные типы матчей, включая хардкорные матчи в кемпинге (в которых в качестве оружия использовались ракеты), «Офисный смертельный матч» (где ринг был устроен так, чтобы напоминать часть офисного здания, со стенами кабинок и компьютерами), и «Матч тишины» (где борцам было запрещено издавать громкие звуки, что привело к замедленной съемке ударов, а комментаторская команда говорила фальшивым шепотом).
В январе 2020 года материнская компания DDT CyberAgent приобрела Pro Wrestling Noah, руководители DDT взяли на себя управление Noah, а контент Noah появился на стриминговом сервисе DDT — Wrestle Universe.